# Helianthus divaricatus
Helianthus divaricatus е вид растение от семейство Сложноцветни (Asteraceae). Видът е незастрашен от изчезване.

## Разпространение
Видът е разпространен в Централна и Източна Северна Америка, от Онтарио и Квебек на север, до Флорида и Луизиана на юг и до Оклахома и Айова на запад.